# High Definition Compatible Digital
High Definition Compatible Digital (comunemente conosciuto come High Definition Compact Disc) è un brevetto di un processo di codifica-decodifica  che migliora la qualità audio dei Compact disc.

## Descrizione tecnica
HDCD è un processo proprietario che va ad intervenire principalmente su due parametri:
- L'intervallo dinamico (Range dinamico) di compressione ed espansione, con il quale possono essere aggiunti 4 bit virtuali al segnale musicale.
- La precisione digitale del filtro di interpolazione con modalità multiple di operazione, che può ridurre la distorsione e lo smearing temporale risultandone una riproduzione del suono più naturale, aperta e accurata.

## Storia
La tecnologia HDCD fu sviluppata tra il 1986 e il 1991 da Keith Johnson e Micheal Pflaumer della Pacific Microsonics Inc..
La tecnologia fu disponibile pubblicamente nel 1995.
Nel 2000 Microsoft acquista la società e tutte le sue proprietà intellettuali.
Da Windows Media Player 9 in poi è incluso un decoder (decodificatore) HDCD.
Questo è attualmente l'unico programma puramente basato sull'HDCD decoder disponibile, e richiede il sistema operativo Windows XP o superiore.

## Come funziona
Tecnicamente, il procedimento HDCD può essere riassunto come segue: un segnale audio analogico viene fornito al sistema di codifica, che lo converte in un segnale digitale con risoluzione pari a 20 o 24 bit ed una frequenza di campionamento più alta di 44.1 kHz. Questo segnale digitale ad alta risoluzione contiene molte più informazioni di quante possano stare su un compact disc convenzionale. Pertanto, viene effettuata un'analisi continua ed in tempo reale del segnale ad alta risoluzione mediante tecniche DSP, per determinare quali elementi fuori della portata di un compact disc convenzionale siano importanti dal punto di vista percettivo. L'analisi utilizza algoritmi che derivano dalle ricerche di psicoacustica effettuate da Pacific Microsonics e dai meccanismi della percezione uditiva.
Una volta che è stata identificata l'informazione ad alta risoluzione significativa, essa viene codificata su un compact disc standard (in PCM lineare a 16-bit e 44.1 kHz) con due metodi. Parte dell'informazione è aggiunta direttamente al segnale PCM attraverso l'ottimizzazione dei suoi bit lineari, e parte è nascosta nel LSB (bit meno significativo) del segnale PCM. Nel tempo, solo una percentuale variabile tra l'1% ed il 5% del LSB è utilizzata per il codice nascosto. Il canale di controllo nascosto non è udibile e non causa la perdita di informazioni percettibili.
Quando un segnale codificato HDCD è fornito ad un sistema di riproduzione convenzionale, l'informazione addizionale nel segnale lineare PCM è udibile come un chiaro miglioramento in fedeltà. Quando lo stesso segnale viene passato attraverso un decoder HDCD, le informazioni nel canale di controllo nascosto attivano il circuito HDCD e indirizzano la funzione di decodifica alla ricostruzione del segnale ad alta definizione originale, che è quindi trasmesso in forma appropriata al DAC utilizzato (es. 20 bits, 8x oversampling).
Poiché il decoder HDCD sostituisce il filtro digitale convenzionale che precede il DAC, è anche progettato per funzionare come filtro eccellente ed uditivamente superiore per la riproduzione di registrazioni non-HDCD.